# Caracas Open 1976 - Doppio
Il doppio del torneo di tennis Caracas Open 1976, facente parte della categoria World Championship Tennis, ha avuto come vincitori Brian Gottfried e Raúl Ramírez che hanno battuto in finale Jeff Borowiak e Ilie Năstase con il punteggio di 7–5, 6–4.

## Teste di serie
1. Dick Stockton /  Erik Van Dillen (semifinali)

1. Brian Gottfried /  Raúl Ramírez (campioni)

## Tabellone

### Legenda
| - Q = Qualificato - WC = Wild card - LL = Lucky loser | - ALT = Alternate - SE = Special Exempt - PR = Protected Ranking | - w/o = Walkover - r = Ritirato - d = Squalificato |

|  | Quarti di finale              | Quarti di finale              | Quarti di finale              | Quarti di finale           | Quarti di finale |  |  | Semifinali                    | Semifinali                    | Semifinali                    | Semifinali                   | Semifinali                   |   |   | Finale                     | Finale                     | Finale                     | Finale | Finale |  |
|  |                               |                               |                               |                            |                  |  |  |                               |                               |                               |                              |                              |   |   |                            |                            |                            |        |        |  |
|  | 1                             | Dick Stockton Erik Van Dillen | Dick Stockton Erik Van Dillen | 7                          | 6                |  |  |                               |                               |                               |                              |                              |   |   |                            |                            |                            |        |        |  |
|  |                               | Ray Moore Onny Parun          | Ray Moore Onny Parun          | 6                          | 4                |  |  | Dick Stockton Erik Van Dillen | Dick Stockton Erik Van Dillen | Dick Stockton Erik Van Dillen | 4                            | 4                            |   |   |                            |                            |                            |        |        |  |
|  | Jeff Borowiak Ilie Năstase    | Jeff Borowiak Ilie Năstase    | Jeff Borowiak Ilie Năstase    | Jeff Borowiak Ilie Năstase | w/o              |  |  | Jeff Borowiak Ilie Năstase    | Jeff Borowiak Ilie Năstase    | Jeff Borowiak Ilie Năstase    | 6                            | 6                            |   |   |                            |                            |                            |        |        |  |
|  | Brian Fairlie Grover Reid     | Brian Fairlie Grover Reid     | Brian Fairlie Grover Reid     | Brian Fairlie Grover Reid  |                  |  |  |                               |                               |                               |                              |                              |   |   | Jeff Borowiak Ilie Năstase | Jeff Borowiak Ilie Năstase | Jeff Borowiak Ilie Năstase | 5      | 4      |  |
|  | Milan Holeček Tony Roche      | Milan Holeček Tony Roche      | Milan Holeček Tony Roche      | 6                          | 6                |  |  |                               |                               | Brian Gottfried Raúl Ramírez  | Brian Gottfried Raúl Ramírez | Brian Gottfried Raúl Ramírez | 7 | 6 |                            |                            |                            |        |        |  |
|  | Anand Amritraj Vijay Amritraj | Anand Amritraj Vijay Amritraj | Anand Amritraj Vijay Amritraj | 4                          | 4                |  |  | Milan Holeček Tony Roche      | Milan Holeček Tony Roche      | Milan Holeček Tony Roche      | 5                            | 4                            |   |   |                            |                            |                            |        |        |  |
|  | 2                             | Brian Gottfried Raúl Ramírez  | Brian Gottfried Raúl Ramírez  | 6                          | 6                |  |  | Brian Gottfried Raúl Ramírez  | Brian Gottfried Raúl Ramírez  | Brian Gottfried Raúl Ramírez  | 7                            | 6                            |   |   |                            |                            |                            |        |        |  |
|  |                               | Jorge Andrew Arthur Ashe      | Jorge Andrew Arthur Ashe      | 3                          | 4                |  |  |                               |                               |                               |                              |                              |   |   |                            |                            |                            |        |        |  |